# 戴爾敦 (新澤西州)
戴爾敦（英語：Daretown）是位於美國新澤西州塞勒姆縣的非建制地區。

## 歷史
戴爾敦的郵局於1857年設立，其後於1954年停運。

## 地理
戴爾敦所處的海拔為高於海平面41米（即135英呎），而該地所採用的時區為UTC-5，即北美东部时区（EST）。同時該地設有夏令時間，為UTC-5調快一小時，即UTC-4（EDT）。